# Hildegard Lächert

Hildegard Lächert beim Auschwitzprozess Krakau (1947)

Marthe Luise Hildegard Lächert (* 19. März 1920 in Berlin; † 14. April 1995) war eine deutsche Aufseherin in den Konzentrationslagern Ravensbrück, Majdanek, Auschwitz und im Durchgangslager Bozen.

## Leben
Lächert begann nach ihrer Schulzeit eine Schneiderlehre, die sie jedoch abbrach. Danach war sie als Fabrikarbeiterin tätig. Sie wurde ab April 1942 im KZ Ravensbrück zur KZ-Aufseherin ausgebildet und entsprechend ihrer Ausbildung eingesetzt. Ab Oktober 1942 arbeitete sie im KZ Majdanek und wurde aufgrund einer Schwangerschaft im August 1943 aus dem Lagerdienst entlassen. Ihre ungezügelten und plötzlichen Wutausbrüche waren dort gefürchtet und sie wurde daher „krwawa Brygida“  („blutige Brigitte“) genannt. Auf eine junge schwangere Frau hetzte sie ihren Schäferhund, der sie zerfleischte. Ein männlicher Lagerinsasse wurde von Lächert mit ihrer Eisenkugel-Peitsche und ihren eisenbeschlagenen Stiefeln so lange geschlagen und getreten, bis er „nicht mehr wie ein Mensch aussah“. Zwei junge Griechinnen wurden von ihr in die Latrinengrube gestoßen und ertranken im Kot. Von April bis Juni 1944 war sie als Aufseherin in den Außenlagern Rajsko und Budy des KZ Auschwitz tätig. Ab Januar 1945 war Lächert im Durchgangslager Bozen tätig und blieb dort bis zur Auflösung des Lagers im April 1945.

## Nach Kriegsende
Nachdem sie bereits 1946 in Internierungshaft genommen worden war, stand sie beim Krakauer Auschwitz-Prozess vor dem Obersten Nationalen Tribunal Polens vom 24. November 1947 bis zum 22. Dezember 1947 vor Gericht. Am 22. Dezember 1947 wurde sie zu 15 Jahren Zuchthaus verurteilt, die sie bis zu ihrer Entlassung 1956 in Polen verbüßte. Lächert soll nach ihrer Haftentlassung in Reichartshausen bei Heidelberg gelebt und als Hilfsarbeiterin sowie als Putzfrau in einem Bordell gearbeitet haben. Akten aus den National Archives in Washington belegen, dass sie auch für die CIA und den BND aktiv war. Noch 1979 kandidierte sie bei der Europawahl für die rechtsextreme „Aktionsgemeinschaft Nationales Europa“ von Erwin Schönborn auf Listenplatz 4. Im dritten Majdanek-Prozess, der ab Mitte der 1970er Jahre vor dem Landgericht Düsseldorf stattfand, wurde sie der Mordbeihilfe in 1196 Fällen beschuldigt und am 30. Juni 1981 wegen gemeinschaftlicher Beihilfe zum Mord an mindestens hundert Menschen zu zwölf Jahren Freiheitsstrafe verurteilt. Zugleich wurde festgestellt, dass ihr kein „Täterinnenwille“ nachgewiesen werden konnte. Eine Haft musste sie nicht antreten, da die Haftzeit in Polen und die Untersuchungshaft angerechnet wurden.
Ihr Strafverteidiger im Düsseldorfer Majdanek-Prozess Ludwig Bock erzeugte 1977 mit seiner Verteidigung durch einen Skandal bundesweit Aufmerksamkeit: Am 154. Verhandlungstag beantragte Bock, die Zeugin und KZ-Insassin Henryka Ostrowska im Gerichtssaal wegen Beihilfe zum Mord festnehmen zu lassen. Sie hatte ausgesagt, in Majdanek gezwungen worden zu sein, Behälter mit Zyklon B in die Gaskammern zu bringen.
Ein italienisches Militärgericht ermittelte ab 1946 gegen Lächert als Aufseherin des Frauenblocks im Durchgangslager Bozen. Die Untersuchung wurde aus Rücksicht auf den NATO-Partner Deutschland eingestellt und die belastenden Dokumente beim italienischen Generalstaatsanwalt von Rom im Schrank der Schande „archiviert“.